# Dance Fever
Dance Fever foi uma série de televisão estadunidense exibida entre 1979 e 1987 pela NTSC. Os jurados do programa julgavam discos que eram lançados na época, além de exibições ao vivo de danças.